# Amin Al-Bukhari
Amin Al-Bukhari (ur. 2 maja 1997 w Dżuddzie) – saudyjski piłkarz grający na pozycji bramkarza w Al-Nassr oraz młodzieżowej reprezentacji Arabii Saudyjskiej.

## Kariera klubowa
W styczniu 2020 podpisał trzyletni kontrakt z drużyną Al-Nassr. W październiku 2020 został wypożyczony na jeden sezon do Al-Ain.